# Bright Anukani
Bright Anukani (ur. 26 czerwca 2000 w Kampali) – ugandyjski piłkarz grający na pozycji ofensywnego pomocnika. Od 2020 jest zawodnikiem klubu URA Kampala.

## Kariera klubowa
Swoją karierę piłkarską Anukani rozpoczął w klubie Proline FC. W sezonie 2017/2018 zadebiutował w jego barwach w pierwszej lidze ugandyjskiej. W sezonie 2018/2019 zdobył z nim Puchar Ugandy. W 2020 roku przeszedł do URA Kampala. W sezonie 2020/2021 został z nim wicemistrzem Ugandy.

## Kariera reprezentacyjna
W reprezentacji Ugandy Anukani zadebiutował 4 czerwca 2019 w zremisowanym 1:1, a następnie przegranym 2:4 po serii rzutów karnych meczu COSAFA Cup 2019 z Południową Afryką, rozegranym w KwaMashu.